# Danh sách tướng lĩnh La Mã
Các tướng lĩnh La Mã thường theo đuổi sự nghiệp chính trị và họ được lịch sử ghi nhớ vì những lý do khác hơn so với sự phục vụ của họ trong quân đội La Mã. Trang này bao gồm những người được lịch sử ghi nhớ đến vì những chiến tích của họ trong việc chỉ huy quân đội La Mã trên đất liền và trên biển.

## A
Manius Acilius Glabrio (chấp chính quan năm 67 TCN) --
Manius Acilius Glabrio (chấp chính quan năm 191 TCN) --
Manius Acilius Glabrio (chấp chính quan năm 91) --
Titus Aebutius Elva --
Aegidius --
Lucius Aemilius Barbula --
Marcus Aemilius Lepidus (Tam hùng) --
Lucius Aemilius Paulus Macedonicus --
Marcus Aemilius Scaurus (pháp quan năm 56 TCN) --
Marcus Antonius Orator --
Gaius Antonius --
Lucius Antonius (em trai Marcus Antonius) --
Marcus Antonius Creticus --
Marcus Antonius --
Manius Aquillius (129 TCN) --
Arrian --
Lucius Artorius Castus --
Gaius Asinius Pollio (chấp chính quan năm 40 TCN) --
Aulus Atilius Calatinus --
Marcus Atilius Regulus --
Publius Attius Varus --
Aureolus 
Graltinus Maximus Aurelius --

## B
Lucius Cornelius Balbus (nhỏ) --
Barbatio --
Lucilius Bassus --
Publius Ventidius Bassus --
Bonifacius --
Bonosus (Tiếm Vị) --
Decimus Junius Brutus Albinus --
Decimus Junius Brutus Callaicus  --
Marcus Junius Brutus --

## C
Quintus Caecilius Metellus --
Aulus Caecina Alienus --
Marcus Calpurnius Bibulus --
Gaius Calpurnius Piso (chấp chính quan năm 67 TCN) --
Gaius Carrinas (Tướng) --
Gaius Carrinas (chấp chính quan năm 43 TCN) --
Gaius Cassius Longinus --
Quintus Tullius Cicero --
Gaius Julius Civilis --
Appius Claudius Caudex --
Marcus Claudius Marcellus --
Gaius Claudius Nero --
Claudius Pompeianus --
Publius Claudius Pulcher --
Lucius Clodius Macer --
Gnaeus Domitius Corbulo --
Coriolanus --
Lucius Cornelius Cinna --
Gnaeus Cornelius Lentulus Clodianus --
Publius Cornelius Lentulus Spinther --
Lucius Cornelius Lentulus --
Scipio Aemilianus Africanus --
Publius Cornelius Scipio --
Scipio Asiaticus --
Lucius Cornelius Scipio Barbatus --
Publius Cornelius Scipio Nasica --
Lucius Cornelius Scipio --
Lucius Cornelius Sulla --
Tiberius Coruncanius --
Curius Dentatus

## D
Publius Decius Mus (279 TCN) --
Publius Decius Mus (340 TCN) --
Publius Decius Mus (312 TCN) --
Dexippus --
Aulus Didius Gallus --
Titus Didius --
Gnaeus Domitius Ahenobarbus (chấp chính quan năm 32 TCN) --
Gnaeus Domitius Ahenobarbus (chấp chính quan năm 122 TCN) --
Gnaeus Domitius Calvinus --
Nero Claudius Drusus --
Julius Caesar Drusus --
Gaius Duilius

## F
Fabius Maximus Rullianus --
Fabius Maximus 
--
Fabius Valens --
Gaius Flaminius --
Gaius Flavius Fimbria --
Quintus Fufius Calenus --
Fullofaudes --
Marcus Fulvius Flaccus (chấp chính quan năm 125 TCN) --
Marcus Fulvius Flaccus (chấp chính quan năm 264 TCN) --
Quintus Fulvius Flaccus --
Quintus Fulvius Flaccus (chấp chính quan năm 179 TCN) --
Marcus Fulvius Nobilior --
Marcus Furius Camillus --
Flavius Aetius --
Cornelius Fuscus

## G
Aulus Gabinius --
Gaius Julius Caesar Già --
Servius Sulpicius Galba (pháp quan năm 54 TCN) --
Cestius Gallus --
Lucius Gellius Publicola --
Germanicus --
Gundobad --
Gāius Salvius Līberālis

## H
Gnaeus Hosidius Geta 

## J
Lucius Julius Caesar III --
Julius Caesar --
Lucius Junius Brutus

## L
Gaius Laelius --
Titus Larcius --
Marcus Aemilius Lepidus (Chấp chính quan năm 6 SCN) --
Publius Licinius Crassus Dives Mucianus --
Marcus Licinius Crassus --
Lucius Licinius Lucullus --
Litorius --
Lucullus --
Mucianus --
Quintus Ligarius --
Marcus Livius Salinator --
Marcus Lollius --
Quintus Lollius Urbicus --
Lucius Caecilius Metellus Denter --
Lucius Pinarius --
Lucius Pomponius (Secundus) --
Gaius Lutatius Catulus --
Quintus Lutatius Catulus

## M
Gnaeus Mallius Maximus --
Titus Manlius Torquatus --
Titus Manlius Torquatus (235 TCN) --
Lucius Manlius Vulso Longus --
Gaius Marcius Rutilus --
Marcius Turbo --
Gaius Marius  --
Gaius Marius Trẻ --
Lucius Mummius Achaicus --
Marcus Valerius Maximianus

## N
Tiberius Nero --
Gaius Norbanus Flaccus --
Gaius Norbanus

## O
Gaius Octavius --
Gnaeus Octavius --
Odaenathus --
Lucius Opimius --
Publius Ostorius Scapula

## P
Gnaeus Papirius Carbo --
Lucius Papirius Cursor --
Tiberius Claudius Paulinus --
Marcus Perperna Vento --
Marcus Perperna --
Quintus Petillius Cerialis --
Publius Petronius Turpilianus --
Lucius Calpurnius Piso (chấp chính quan năm 15 TCN) --
Aulus Plautius --
Gnaeus Pompeius --
Pompey --
Sextus Pompeius --
Pompeius Strabo --
Pomponius Secundus --
Marcus Popillius Laenas --
Marcus Popillius Laenas (chấp chính quan năm 173 TCN) --
Lucius Postumius Albinus --
Marcus Antonius Primus --
Publius Cornelius Dolabella (chấp chính quan năm 283 TCN) --
Marcus Pupius Piso Frugi Calpurnianus

## Q
Lusius Quietus --
Cincinnatus --
Publius Quinctilius Varus --
Titus Quinctius Flamininus --
Quintus Aemilius --
Quintus Pedius

## R
Ricimer --
Marcus Roscius Coelius --
Publius Rutilius Lupus (chấp chính quan năm 90 TCN) --
Publius Rutilius Rufus

## S
Salvidienus Rufus --
Gaius Scribonius Curio --
Sejanus --
Tiberius Sempronius Gracchus (chấp chính quan năm 238 TCN)
Tiberius Sempronius Gracchus (chấp chính quan năm 215 và 213 TCN) --
Tiberius Gracchus Lớn --
Tiberius Sempronius Longus (chấp chính quan năm 194 TCN) --
Tiberius Sempronius Longus (chấp chính quan năm 218 TCN) --
Marcus Sergius --
Quintus Sertorius --
Gaius Servilius Ahala --
Quintus Servilius Caepio --
Gnaeus Servilius Geminus --
Quintus Servilius Caepio Trẻ --
Sextus Julius Severus --
Lucius Cornelius Sisenna --
Lucius Flavius Silva'"--"'
Gaius Sosius --
Staurakios Thái giám --
Stilicho --
Gaius Suetonius Paulinus --
Faustus (II) Cornelius Sulla --
Publius Cornelius Sulla --
Publius Sulpicius Galba Maximus --
Servius Sulpicius Galba (chấp chính quan năm 144 TCN) --
Publius Sulpicius Rufus --
Syagrius
Scipio--
Sextus Calpurnius Classicus (nguyên lão và tướng của Hadrian)

## T
Marcus Terentius Varro Lucullus --
Gaius Terentius Varro --
Titus Vinius --
Trebonius

## U
Ursicinus (Tướng La Mã) 

## V
Valens (Tiếm vị) --
Marcus Valerius Corvus --
Gaius Valerius Flaccus (chấp chính quan năm 93 TCN) --
Lucius Valerius Flaccus --
Publius Valerius Laevinus --
M. Valerius Laevinus --
Manius Valerius Maximus Corvinus Messalla --
Marcus Valerius Messalla Corvinus --
Flavius Valila Theodosius --
Marcus Vipsanius Agrippa